# Sabazan
Sabazan är en kommun i departementet Gers i regionen Occitanien i sydvästra Frankrike. Kommunen ligger i kantonen Aignan som tillhör arrondissementet Mirande. År 2022 hade Sabazan 127 invånare.

## Befolkningsutveckling
Antalet invånare i kommunen Sabazan
Referens:INSEE